# Wends

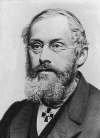
Retrat de l'escriptor nacionalista Jan Arnošt Smoler

Wends o vends (en llatí: venedes o venedi, en anglès antic: winedas, en nòrdic antic: vindr, en alemany: wenden, winden, en danès: vendere, en suec: vender, en polonès: wendowie) és un nom històric emprat per parlar dels eslaus occidentals que vivien a prop de les àrees d'assentament dels pobles germànics. No es refereix a un grup homogeni, sinó a diverses poblacions, tribus o grups, depenent d'on i quan s'utilitza el terme. Avui, s'utilitza o en contextos històrics, o com a terme genèric per als sòrabs de Lusàcia i els seus descendents. Abans de l'emigració dels eslaus, vivien a la Sarmàcia europea, on més tard els protoeslaus es van barrejar amb pobles d'origen indoeuropeu i van formar l'ètnia eslava.

## Primer ús del motwends
A l'època medieval alguns escriptors es referien als eslaus amb els mots llatins venedis o venetis, per exemple Jordanes esmenta el 551 als venethi per parlar dels sclaveni i els anti. Aquestos venetis (dits vènets dels Vístula per distingir-los d'altres grups de vènets) vivien a les muntanyes Venedes al llarg del Sinus Venedicus, sobre el riu Chronos, i fins a l'est del Vístula i tenien al sud els galinds i gitons. Tàcit dubta si eren germànics o sàrmates: si bé els seus costums eren iguals als dels primers, fins i tot en les seves construccions o en l'armament, diferien en el costum de viatjar, els vènets ho feien com els sàrmates, que acostumaven a anar a cavall o en carros, mentre que els germànics ho feien a peu. Vivien de la fusta que obtenien del territori de les muntanyes entre els peuquins i els fennis. A l'alta edat mitjana els germànics els van anomenar wenden (wends), derivat del llatí venedis (en alemany modern Veneter). Els francs usaven la mateixa paraula per anomenar als eslaus entre l'Elba i l'Òder, també per anomenat als sòrabs, i per anomenar als polabis (conjunt de pobles format pels: ranis, coldizis, wielets —redars i czrezpienis—, obotrites, wagris i sòrabs de Lusàcia —sòrabs, glomaczes, milczans i lútics—).
En l'edat mitjana el terme wends sovint es referia als eslaus occidentals que vivien dins del Sacre Imperi Romanogermànic, tanmateix no sempre. Mieszko I, el primer governant històric de Polònia, també apareix esmentat com "Dagome, rei del wends" (en nòrdic antic: vindakonungr). El nom també ha sobreviscut en les llengües baltofineses (en finès, Venäjä; en estonià Vene; en carelià, Veneä), però referit als eslaus de Rússia.

## Pobles qualificats de wends durant la història

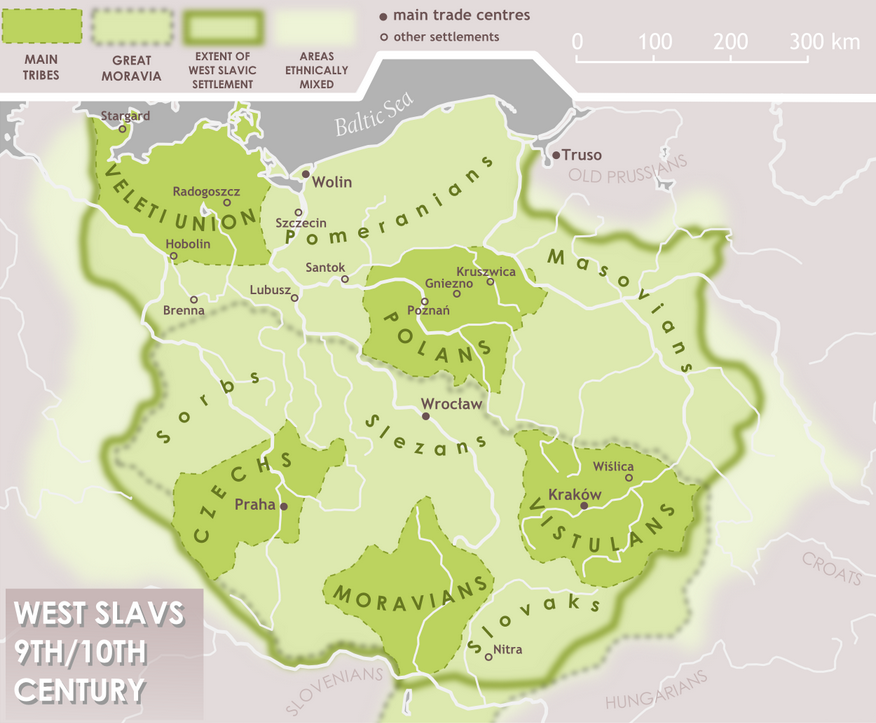
Mapa dels eslaus occidentals als segles IX i X

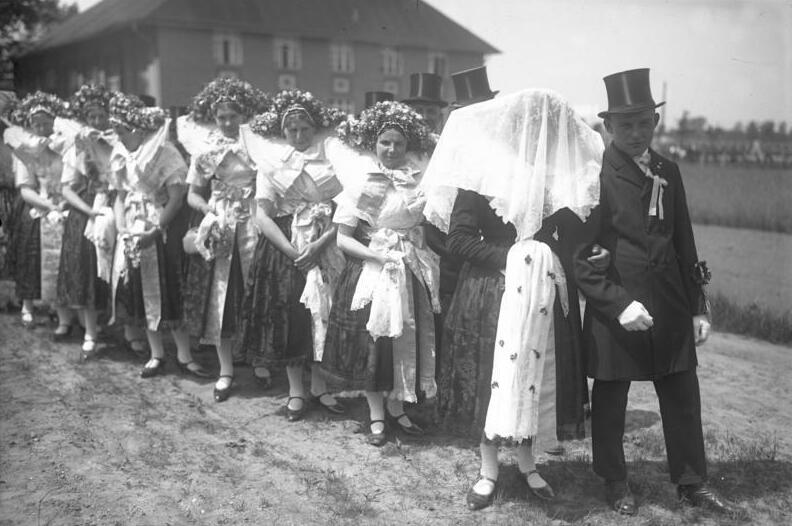
Casament wend el 1931 a Spreewald

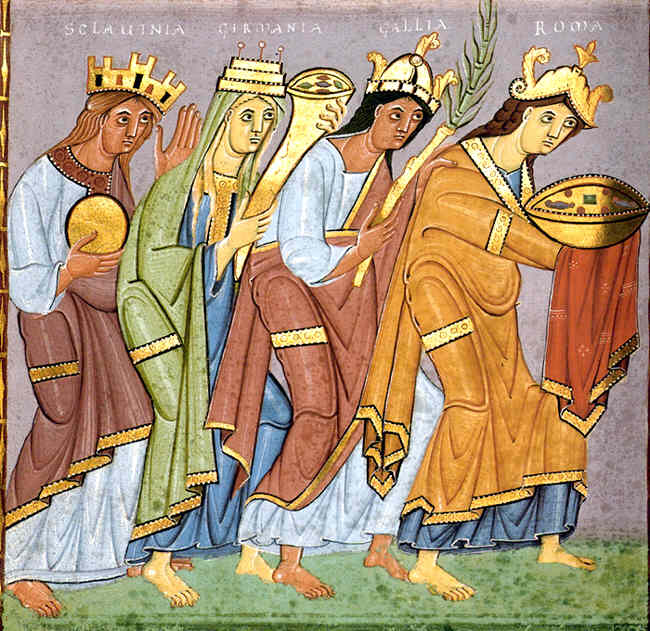
Personificacions d'Esclavínia (Sclavinia = wends), Germània, Gàl·lia, i Roma, portant ofrenes a Otó III del Sacre Imperi; d'un llibre de l'Evangeli datat el 990.

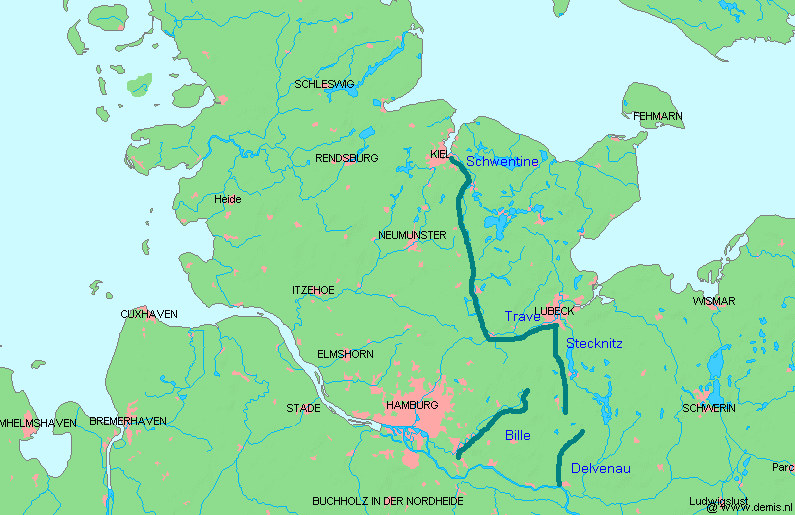
El Limes saxoniae presumida frontera entre els saxons i els lequites obotrites, establerta segons la tradició el 810 a l'Schleswig-Holstein actual, però resultat d'una falsificació documental del d'Adam de Bremen.

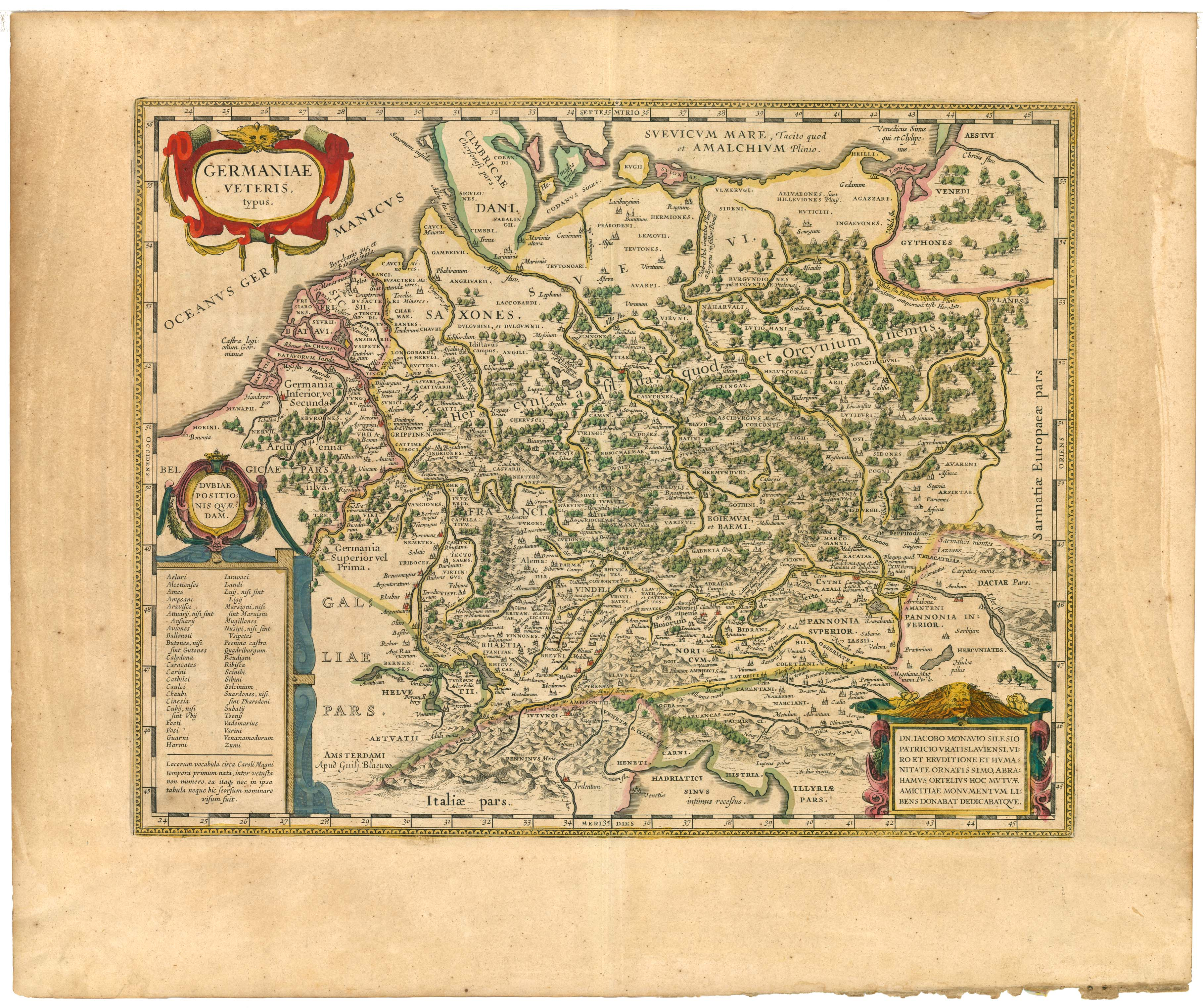
Tribus de la Germaniae veteris ('Antiga Germània'): Aestui, venedi, gythones i ingaevones a dalt a la cantonada dreta del mapa editat per Willem i Joan Blaeu), 1645.

Es creu que les poblacions germàniques originalment aplicaven l'etònim als antics vènets del Vistula, i que després del període de migració el transferiren als seus propis veïns de l'est, els eslaus.
Per als escandinaus medievals, el terme "wend" (vender) significava un eslau del sud de la costa de la mar Bàltica (Vendland), el terme s'utilitzava per referir-se als eslaus polabis com ara: els obotrites, rugis, veleti, lútics i les tribus pomerànies.
Per al poble que vivia a la part nord del Sacre Imperi Romanogermànic en l'edat mitjana i els seus precursors, especialment els saxons, un wend (wende) era un eslau que vivia a l'oest de l'Òder, una àrea més tard anomenada Germania Slavica, poblada per les tribus d'eslaus polabis (esmentades més amunt) al nord, i per altres, com el sòrabs i els milceni, al mig.
Els alemanys del sud utilitzaven el terme Winde en comptes de Wende i l'aplicaven, igual com els alemanys del nord, als eslaus amb els quals tenien contacte, principalment els eslaus polabis que habitave la Bavaria Slavica (o sigui els eslovens com indiquen les expressions Marca Víndica i Windisch Feistritz, testimoni d'aquesta denominació històrica).
Després del segle viii, els reis francs i els seus successors organitzaren gairebé tota la terra wenda en marques. Aquest procés més tard donà lloc a un seguit de croades. Al segle xii, totes les terres dels wends havien passat a ser part del Sacre Imperi. Durant l'Ostsiedlung, que arribà a la seva màxima expansió als segles XII a XIV, aquesta terra fou repoblada per alemanys i reorganitzada.
A causa del procés d'assimilació després de l'assentament alemany, molts eslaus de l'oest de l'Òder van adoptar la cultura i la llengua alemanya. Només algunes comunitats rurals que no tenien una barreja forta amb alemanys, continuaren utilitzant llengües eslaves occidentals i encara es qualificaven de wends. Amb la decadència gradual de l'ús d'aquestes llengües eslaves locals, el terme wends lentament també va desaparèixer.
Alguna font reclama que al segle xiii hi havia un poble històric encara anomenat wends o vends, que habitava en llocs tan remots com el nord de Letònia (a l'est de la mar Bàltica) al voltant de la ciutat de Wenden (Cēsis). Enric de Livònia (Henricus de Lettis) en la seva crònica en llatí del segle xiii, descrivia una tribu anomenada els Vindi.
Avui, només existeix un grup de wends, els sòrabs de Lusàcia, a l'est d'Alemanya.

## Història dels wends

### Primeres fonts
Al tercer llibre de la seva Geographia, Claudi Ptolemeu esmenta els Ouenedai entre altres habitants a la costa bàltica a mitjan segle ii. Alguns historiadors identificaren els ouenedai amb el wends, tanmateix, basant-se en fets lingüístics, les opinions acadèmiques modernes ara sostenen que els ouenedai eren ètnica i lingüísticament diferents dels eslaus i per això no es poden equiparar amb els wends.

### Floriment (500-1000)
En el 1r mil·lenni, durant les migracions eslaves que va dividir l'etnicitat eslava formada recentment en grups del Sud, Orientals i Occidentals, alguns eslaus occidentals van emigrar a les àrees entre els rius Elba i Oder - passant de l'est fins a l'oest i des del sud fins al nord. Allà assimilaren els pobles germànics que hi restaven i que no havien marxat de l'àrea en el període de migració. Els seus veïns germànics adaptaren el terme que havien estat utilitzant per a les poblacions a l'est del riu Elba abans dels eslaus, anomenant-los Wends com els anomenaven els Venedi abans i probablement el Vàndals també.
Els wends van arribar a l'anomenada Germania Slavica com a grans grups homogenis, però aviat es van dividir en una varietat de tribus petites, amb bandes grans de massa forestal que separava una àrea d'assentament tribal d'un altra. Els seus noms tribals s'obtenien de noms de lloc locals, a vegades adoptant la tradició germànica (per exemple Hevelli o Havelli de Havel, Rujanes de Rugis). Els assentaments s'asseguraven per al voltant de burghs fets de fusta i argila, on alguna gent podia retirar-se en cas d'un atac de la tribu veïna o eren utilitzats com baluards o posicions militars.
Algunes tribus es van unificar en unitats més grans, a menera de ducats, per exemple, els obotrites implicats en la unificació de les tribus de l Holstein i Mecklenburg (occidental), tribus dirigides per ducs poderosos coneguts pels seus atacs a Saxònia. Els lutici eren una aliança de tribus que vivien entre els obotrites i els pomeranis. No es van unificar sota un duc, sinó que van romandre independents i feien que els seus líders es reunissin i decidissin al temple de Rethra.
En 983, moltes tribus wendes participaren en una gran revolta contra el Sacre Imperi Romanogermànic, que abans havia establert missions cristianes, colònies alemanyes i institucions administratives alemanyes (Marken com la Nordmark i la Billungermark) en territoris wends pagans. La revolta va tenir èxit i el wends retardaren la germanització durant aproximadament dos segles.

### Decadència (1000-1200)

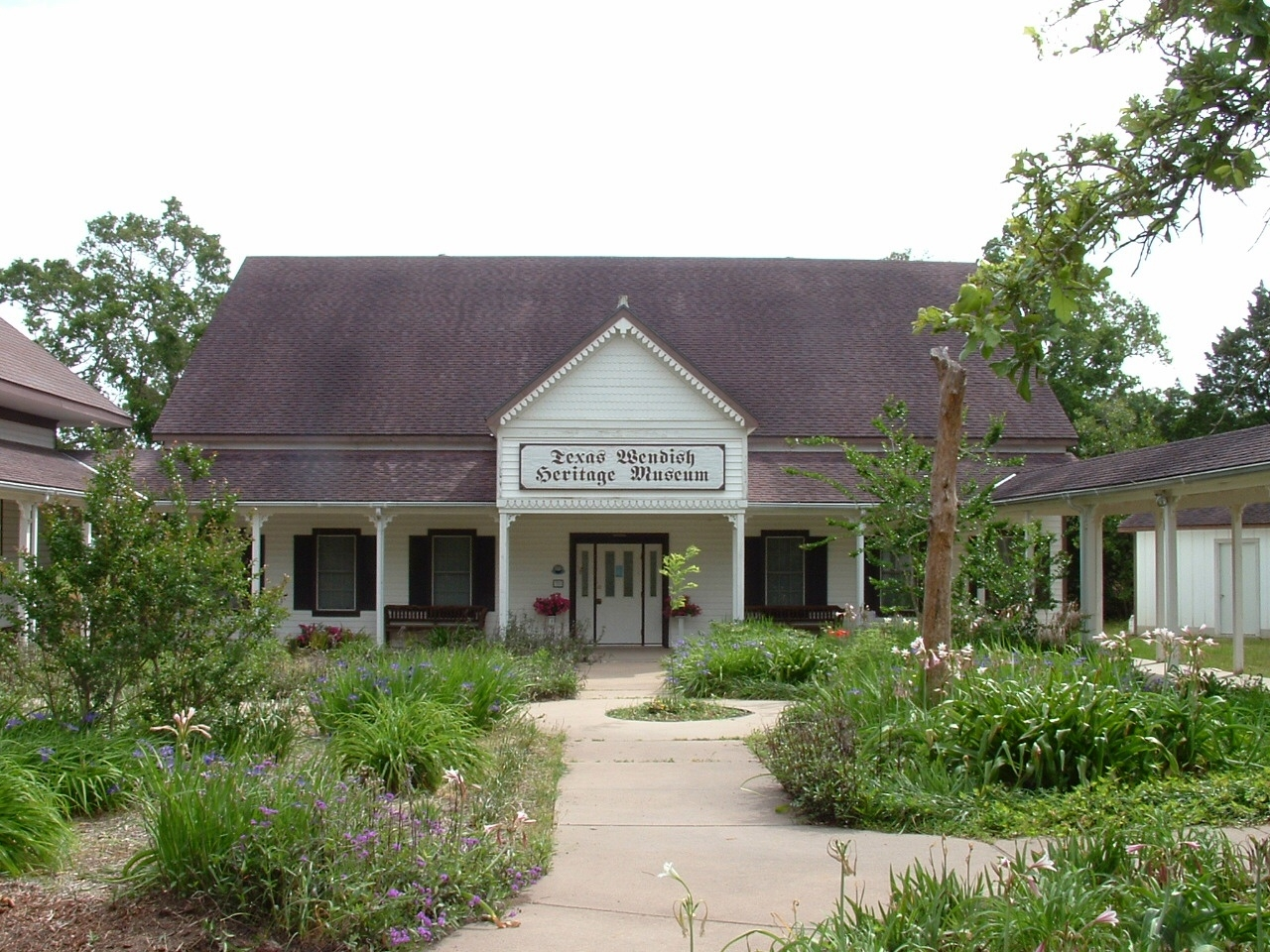
Museu del Patrimoni dels Wends de Texas al comtat de Lee, a Texas

Després d'aquella victòria, els wends van estar sota pressió creixent dels germànics, danesos i polonesos. Els polonesos van envair Pomerània unes quantes vegades. Els danesos sovint atacaven les costes de la mar Bàltica (i, en resposta, era també sovint atacat pel wends). El Sacre Imperi i els seus marcgravis intentaven restaurar les seves marques.
En 1068/69, una expedició alemanya prenia i destruïa Rethra, un dels majors temples wends pagans. El centre religiós wend es va traslladar després a Arkona. El 1124 i el 1128, es batejaven els pomeranis i una part dels luticis. El 1147 va tenir lloc la croada contra els wends.
El 1168 durant les Croades Bàltiques, Dinamarca va muntar una croada portada pel bisbe Absaló i el rei Valdemar el Gran contra els wends de Rúgia per convertir-los al cristianisme. Capturaren i destruïren Arkona, la fortalesa i temple wend, i demoliren l'estàtua del déu wèndic, Svantevit o Svantovit. Amb la capitulació dels wends rugis, els darrers wends pagans independents quedaren derrotats pels poders feudals cristians circumdants.
Des del segle xii al XIV, els colonitzadors alemanys foren cridats a establir-se a les terres wendes i s'instal·laren allà en gran nombre, transformant l'àrea eslava a una àrea de cultura germànica. Els pobladors eren cridats per ducs locals i pels monestirs per repoblar la terra devastada en les guerres, per conrear les grans masses forestals i sols incultes que no s'havien poblat abans, i a ciutats fundades com a part de l'Ostsiedlung (expansió alemanya cap a l'est).
La població alemanya va assimilar la majoria del wends, fent-los desaparèixer com a minoria ètnica amb l'excepció de parts dels sòrabs. La llengua polàbia va sobreviure fins al començament del segle xix en el que és ara l'estat alemany de Baixa Saxònia. Tanmateix, molts noms de lloc i alguns cognoms a l'antiga Alemanya oriental encara són avui dia d'origen wèndic. També, els ducs de Mecklenburg, de Rügen i de Pomerània tenien avantpassats wends.
Entre 1540 i 1973, els reis de Suècia s'anomenaven oficialment rei dels suecs, els geates i els wends (en suec Svears, och Götes Wendes Konung). El monarca actual, Carles XVI Gustau de Suècia podria utilitzar la mateixa titulació però va escollir com a títol reial ser simplement "rei de Suècia" (Sveriges Konung), canviant una antiga tradició.
Des de l'Edat Mitjana, els reis de Dinamarca i Dinamarca-Noruega portaven els títols rei dels wends i dels gots. L'ús dels dos títols es va acabar el 1972.

## Altres usos
Històricament, el terme "Wends" també ha ocorregut en els següents contextos:
1. Els alemanys van donar aquest nom als habitants del que fou el Ducat de Pomerània i per extensió als eslaus de l'oest de Polònia (polabis, pomeranis i sòrabs) i a partir del segle xv també als eslovacs i més tard als caixubis. Els anglesos també ho van utilitzar per designar als sòrabs.
2. fins a la meitat del segle xix els parlants d'alemany comunament utilitzaven el nom wenden per referir-se als eslovens. Amb la difusió del terme slowenisch per l'eslovè i slowenen per als eslovens, les paraules windisch i Winde o Wende passaven a tenir connotació derogatòria. El mateix desenvolupament es podria veure en termes dels eslovens hongaresos que solien ser coneguts sota el nom "vends".
3. També es va utilitzar per anomenar als eslovacs en textos alemanys abans de 1400.
4. Matti Klinge, un historiador finlandès, ha especulat que les paraules "wends" o "vàndals" utilitzats en fonts escandinaves ocasionalment, significaven totes les poblacions de la costa oriental de la mar Bàltica des de Pomerània a Finlàndia, incloent-hi algunes poblacions fineses. L'existència d'aquests suposats wends finesos està lluny d'estar clara. Al segle xiii hi havia en efecte un poble anomenat Wends o Vends que vivia fins a Letònia del nord al voltant de la ciutat de Wenden (Cesis) i no se sap si eren en efecte eslaus com el seu nom suggereix. Algun investigadors sospiten una relació amb el poble de la zona anomenats vòtics (avui de llengua finoúgrica).

## Llengua
Quant a la seva llengua, forma l'últim resta de l'idioma eslau i és el més afí a l'idioma txec. La zona d'expansió del sòrab era, a finals del segle xvi, quasi el doble del que és actualment, quan les ciutats originàries wends (Bautzen, Cottbus, etc.) es troben ja completament germanitzades. L'idioma sòrab comprèn els dialectes més diferents entre si, a saber: l'alt sòrab (en l'Ober-Lausitz) i el baix sòrab (en el Nieder-Lausitz).
Del primer van compondre gramàtiques: A. Seiler (Bautzen, 1895), Jordán (Praga, 1841), F. Schneider (Bautzen, 1853), Pfuhl (Bautzen, 1867), Liebsch (Syntax der wendischen Sprache, Bautzen, 1884) i Kral (Bautzen, 1895).
Del segon existeixen les gramàtiques d'Hauptmann (Lübben (Spreewald), 1761) i Mucke (Historische und vergleischende Laut und Formenlehre der niedersorbischen Sprache, obra premiada per la Jablonwskische Gesellschaft, Leipzig, 1891).
Quant a diccionaris, es mencionen; per l'alt sòrab, l'alt sòrab-alemany de K. Bose (Grimma, 1840) i el d'en Pfuhl (Bautzen, 1866); per al baix sòrab, el baix sòrab-alemany de Zwahr (Spremberg, 1847).
El monument més antic, digne de menció, en la literatura wend és un Nou Testament manuscrit, per Miklawusch Jakubica (1548). El primer llibre imprès en idioma wend o sòrab que es coneix, és un himnari amb el catecisme de Luter, per A. Moller (1574); les dues obres estan redactades en baix sòrab.
El primer llibre en alt sòrab és el petit catecisme de Luter (editat el 1597 per W. Worjech). Fins a mitjan segle xix, la literatura wend es troba reduïda exclusivament a obres de contingut eclesiàstic i econòmic: més tard, amb el despertar de la consciència nacional, també es realçà la literatura wend, que tingué en el més preclar poeta en Handrij Zejler (1804-72), les quals obres completes aparegueren en quatre volums a Bautzen (1883-91); però el més entusiasta promotor de la literatura i de totes les aspiracions nacionals dels wends fou Jan Arnošt Smoler (1864-84): el 1847 es fundà, per iniciativa seva, la societat literària Macica Serbska, que des del 1848 edità la revista, Casoppis macicy serbskeje. El 1860 es fundà la revista, també literària i especialment dedicada a les belles lletres, Luzican, que, després de refosa amb la Lipa serbska, des del 1882 aparegué amb el títol de Luzica.
El primer terç del segle xx es publicaven a més, les revistes setmanals, Serbske Nowiny (a Bautzen) i Serbsky Casnik (a Cöttbus). Existeixen col·leccions de cants populars, llegendes, contes, etc.publicades per Smoler (Volkslieder der Wenden in der Ober und Nieder-Lausitz, Grimma, 1843-44), Arnošt Muka (Delnjoluziske pesnje, Bautzen, 1877, Veckenstedt (Wendische Sagen, Marchen u, s, w, Graz, 1879); Schulenburg (Wendische Volkssagen und Gebräuche aus dem Spreewald, Leipzig, 1880); Wendisches Volkstum in Sage, Brauch und Sitte, Berlín, 1882); Hórnik (Delnjoserbske ludowe pesnje, Bautzen, 1883), Wjela (Sprichwörter ludowe pesnje, Bautzen, 1903), Kuba, Cerny i d'altres.